# 堀口貞満
堀口 貞満（ほりぐち さだみつ）は、鎌倉時代末期から南北朝時代の武将。清和源氏の一門で上野国に土着した新田氏の支族。上野国新田郡（新田荘）の東南端にある堀口郷（現在の群馬県太田市堀口町）を支配していた。

## 生涯
元弘3年（1333年）、惣領家の新田義貞の挙兵に参加し、巨福呂坂（こぶくろざか）から鎌倉を攻略するなど活躍。建武元年（1334年）論功で正六位上大炊助に叙任される。さらに建武2年（1335年）には従五位上美濃守となった。
以後、義貞の重臣として活躍。足利尊氏が中先代の乱に乗じて建武政権に叛旗を翻すと、矢作川での戦いで足利軍と戦ったと『梅松論』に記されている。
建武3年（1336年）に西国で勢力を盛り返した尊氏が京都を占拠すると、義貞の軍に従い、後醍醐天皇らとともに比叡山に逃れた。このとき後醍醐天皇へ尊氏から密使が来て、天皇が義貞に無断で尊氏と和睦をして比叡山を下山しようとしたため、貞満が出発直前の天皇に「当家累年の忠義を捨てられ、京都に臨幸なさるべきにて候はば、義貞始め一族五十余人の首をはねて、お出であるべし」と奏上し、後醍醐天皇は皇位を恒良親王に譲り、恒良親王と尊良親王を委任することで新田軍が官軍であることを保証してから下山したことは、『太平記』でも有名な一節となっている。
その後、義貞に従って、次子の貞祐らとともに越前及び美濃各地で戦い、延元3年/建武5年（1338年）に美濃郡上郡尾根徳山から越前に進軍中に没した。貞祐が家督を継ぎ、北朝方との戦いを継続した。

## その他
史跡
- 群馬県太田市堀口町には、堀口館跡があり、それを示す木柱が早川の堤防脇に立てられている。

子孫
- 正平13年（1358年）11月、多摩川矢口渡にて新田義興（義貞の次子）が鎌倉府の手により謀殺された際、貞満の長子の義満が義興に殉じ自害している。
- 貞満の娘は、土岐氏一族の長山頼基（土岐九郎）に嫁いでいる。
- 美濃国本巣郡（岐阜県の揖斐川上流）には、堀口一族の子孫が土着した。戦国時代に齋藤氏や明智氏に仕えた坂本氏は、貞満の末子貞安の子孫とされる[要出典]。
- 大和国（奈良県）天川村には貞満の子、義満の子孫が堀口氏、堀井氏を称している。その一族は南朝警護隊・位衆傳御組（いしゅうおとなぐみ）の筋目として、南朝の功績を現在も伝えている[要出典]。
- 現在では、旧鎌倉街道沿いの埼玉県ときがわ町、東松山市付近に子孫が住み、地元の名士などとなっている[要出典]。
- 貞佑の子貞重は上野新田荘に戻り、その曾孫の貞行は戦国時代に長野業正に仕え、鷹ノ巣城城主となり武田信玄の軍勢の攻略をうけ自害した。その娘婿が堀口氏を継いで、板鼻に土着した[3]。